# Pěčín (przystanek kolejowy)
Pěčín – przystanek kolejowy w miejscowości Pěčín, w kraju hradeckim, w Czechach. Położona jest blisko polskiej granicy. Znajduje się na wysokości 485 m n.p.m.
Na stacji nie ma możliwości zakupu biletu, a obsługa podróżnych odbywa się w pociągu.

## Linie kolejowe
- 023 Doudleby nad Orlicí - Rokytnice v Orlických horách